# Carrikerella empusa
Carrikerella empusa är en bönsyrseart som beskrevs av Rehn 1935. Carrikerella empusa ingår i släktet Carrikerella och familjen Thespidae. Inga underarter finns listade i Catalogue of Life.